# Alcantara (Mikrofaserstoff)

Markenlogo von Alcantara

Alcantara ist ein Markenname eines Vliesstoffes mit einem Veloursledercharakter in verschiedenen Flächenmassen unter Verwendung ultrafeiner Polyesterfasern. Dieses Material kommt als Möbelbespannung, Fahrzeuginnenausstattungen, Accessoires und im Bekleidungsbereich zum Einsatz. Genutzt wurde dieser Markenname für Anwendungen in Europa. Für Japan erhielt das velourlederartige Material den Markennamen Ecsaine und für den US-amerikanischen Markt Ultrasuede.

## Entstehungsgeschichte

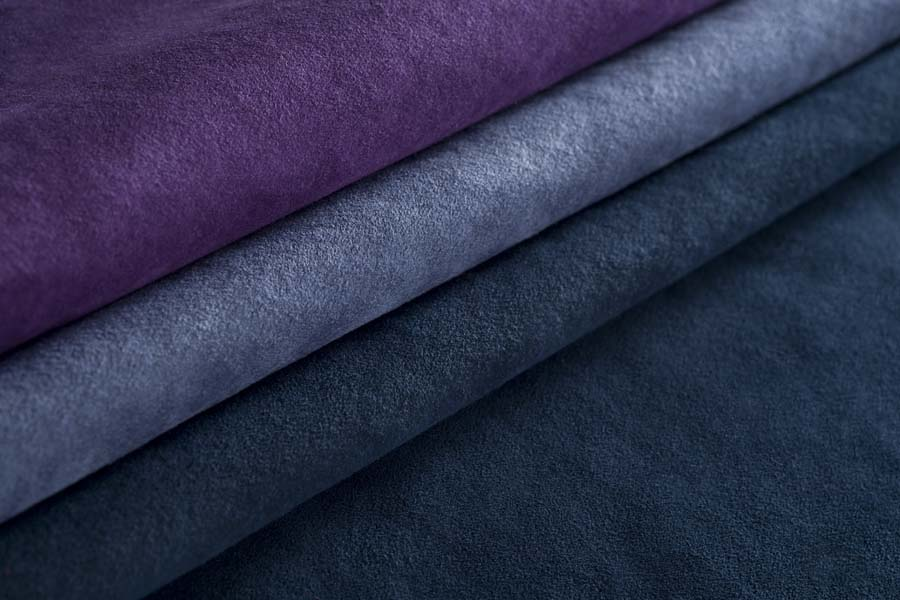
Alcantara in verschiedenen Farben

Das Material und das Verfahren zu seiner Herstellung wurde Ende der 1960er Jahre von einem Forscherteam der japanischen Toray Industries unter Leitung von Miyoshi Okamoto entwickelt und zuerst am 9. Juli 1969 in Japan, danach in weiteren Ländern patentiert. Zusammen mit dem italienischen Synthesefaserhersteller Aziende Nazionale Idroengenazione Combustibli (ANIC) (jetzt Eni) etablierte Toray 1973 das Unternehmen Iganto S.p.A. mit Sitz in Mailand und Fabrik in Nera Montoro, das mit der Produktion des Materials unter dem Markennamen Alcantara begann. 1977 entwickelte Iganto ein integriertes Produktionssystem, das die Produktion der ultrafeinen Stapelfasern bis zu fertigen Produkten einschloss. 1981 änderte Iganto seinen Namen in Alcantara S.p.A. 2018 beschloss Toray eine weltweit neue Markenstrategie. Seitdem sind Alcantara und Ultrasuede Marken für alle Anwendungen weltweit. Grund dafür war, dass sich im Laufe der Jahre die Produktion in Italien und Japan spezialisierte und dadurch auch eine Produktspezifikation erfolgte.

## Herstellung
Die von Toray Industries Ende der 1960er Jahre entwickelten Matrix/Fibrillen-Fasern (siehe Mehrkomponentenfaser) aus Polyesterfibrillen und einer Matrix aus Styrolmischpolymerisat werden auf ca. 50 mm zugeschnitten und anschließend auf Krempeln zu einem mehrmals übereinander gelegten, einige 10 cm dicken weichen Wirrvlies verarbeitet. Mittels Nadelmaschinen entsteht anschließend ein Nadelvliesstoff in der gewünschten Stärke als Zwischenprodukt. Mit Spezialmaschinen trennt man nun das Polystyrol vom Polyester ab. Anschließend wird der Nadelvliesstoff beidseitig mit einer Polyurethan-Lösung imprägniert. Der Vliesstoff wird dann vergleichbar mit der Doppelsamt-Herstellung in der Mitte durchgeschnitten (Trennschnitt), so dass die äußeren Urethanflächen die Warenrückseite bilden, die abstehenden Härchen des Vliesstoffes hingegen die veloursartige Oberfläche.

## Eigenschaften
Alcantara zeigt Eigenschaften wie Weichheit, geschmeidigen Griff, Drapierbarkeit und einen leicht seidigen Glanz.
Die am meisten verwendete Qualität ALACANTARA 0.8 besteht aus 67 ± 3 % Polyester und 33 ± 3 % Polyurethan und weist bei einer flächenbezogenen Masse (Prüfnorm EN 29073-1) von 230 ± 30 g/m² eine Dicke von 0,83 ± 0,10 mm auf.
Die Höchstzugkraft in Längsrichtung liegt bei ≥ 155 N/5cm und in Querrichtung bei ≥ 115 N/5cm, die Höchstzugkraftdehnung in Längsrichtung bei ≥ 2 % und die in Querrichtung bei ≥ 10 % (Prüfnorm für beide Eigenschaften EN 29073-3).
Die Weiterreißfestigkeit (Prüfnorm EN ISO 13937-2:2000) weist in Längs- und Querrichtung Werte von ≥ 10 N auf.
Durch die industrielle Herstellung wird eine gleichmäßige Beschaffenheit des Materials erreicht. Als Vorteil ergibt sich daraus ein geringer Verschnitt im Verarbeitungsprozess. Alcantara wird in verschiedenen Breiten als Meterware verkauft.

## Verwendung

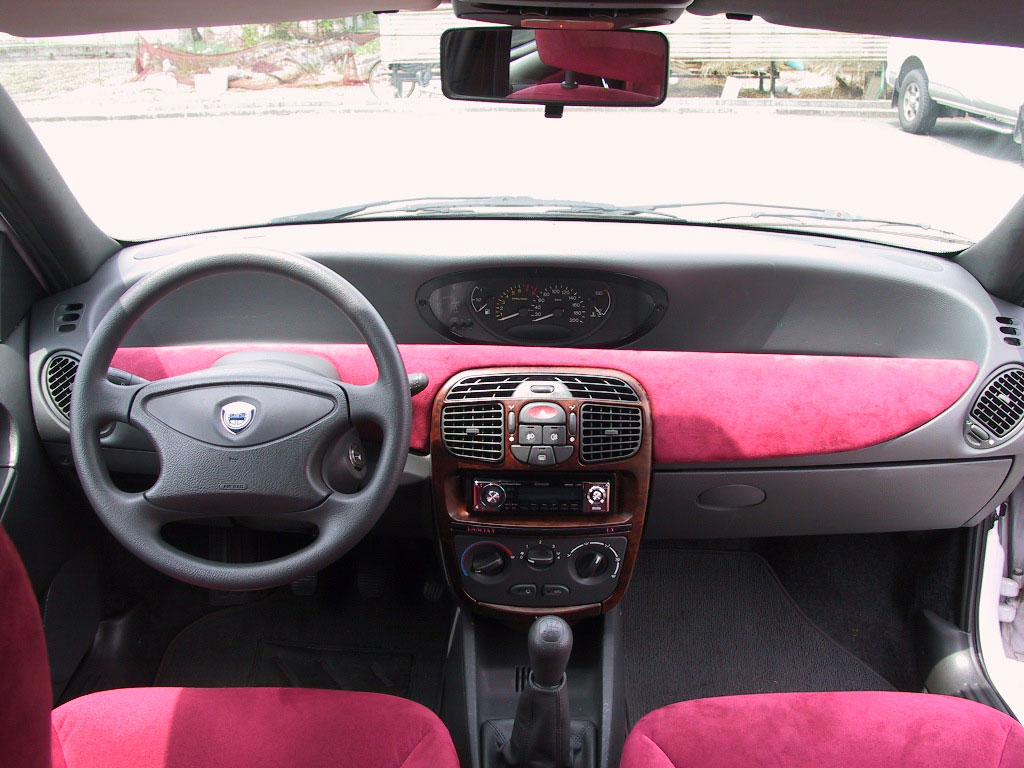
Alcantara am Armaturenbrett eines Lancia Y

Alcantara kommt für Bekleidung und Polster von Möbeln zum Einsatz. Seit den 1980er Jahren wird Alcantara auch für die Inneneinrichtung von Autos eingesetzt. Eine besonders häufige Verwendung fand Alcantara durch den italienischen Hersteller Lancia, der seit den 1980er Jahren bis mindestens 2010 jedes Modell auch mit Alcantara-Ausstattung anbot.